# Bago
För andra betydelser, se Bago (olika betydelser).
Bago (tidigare Pegu) är huvudstad i Bagoregionen i Myanmar, och är belägen åtta mil nordost om Rangoon. Den är en av landets största städer och hade nästan en kvarts miljon invånare vid folkräkningen 2014.

## Historia
Enligt legenden grundades Bago av två monprinsessor från Thaton år 573. Det skrevs i krönikorna att Buddha, åtta år efter sin upplysning, flög runt i länderna i Sydostasien tillsammans med sina lärjungar. Samtidigt som han passerade Andamansjön på sin hemresa, vilket råkade inträffa vid lågvatten, såg han två gyllene tador sitta, kvinnan ovanpå mannen, på en bit mark som skjuter ut i havet just tillräckligt för att en fågel ska få plats. När han såg detta märkliga fenomen förutspådde han inför sina lärjungar att en dag skulle ett land skapas i detta stora havsområde där hans lära skulle frodas. Den delen av havet, när det slammade igen och var redo för kolonisering cirka 1 500 år efter förutsägelsen, slog sig monfolk från kungariket Thaton ner. Därför kom mons att bli de första att styra i detta land som blev känt som Hongsawatoi (pali Hamsavati). Andra varianter på namnet är Hanthawaddy, Hanthawady och Handawaddy, och thailändska หงสาวดี (Hongsawadi).
Det tidigaste omnämnandet av denna stad i historien är av den arabiska geografen Ibn Khordadbeh runt år 850. Vid den här tiden hade monfolkets huvudstad flyttats till Thaton. Området kom under burmesiskt styre från Pagan 1056. Efter kollapsen för Pagan, efter mongolernas erövring 1287, återfick landet sin självständighet.
I Nedre Burma etablerade sig en mondynasti, först i Martaban och sedan i Pegu. Under kung Rajadhirats (1383–1421) regeringstid var Ava och Pegu inblandade i kontinuerliga strider mot varandra. Drottning Bana Thaus (burmesiska: Shin Saw Bu, 1453–72) fredliga regeringstid avslutades när hon valde buddhistmunken Dhammazedi (1472–92) att efterträda henne. Under Dhammazedi blev Pegu ett centrum för handel och Theravada för buddhism.
1369–1539 var Hanthawaddy huvudstad i monkonungariket Ramanadesa, som omfattade allt det som idag är Nedre Burma. Området kom åter under Burmesisk kontroll 1539, då det annekterades av kung Tabinshweti och inlemmades i Taungoo. Kungarna av Taungoo gjort Bago till sin kungliga huvudstad 1539–1599 och på nytt 1613–1634 och använde det som en bas för upprepade attacker mot Ayutthaya. Stadens viktiga roll som hamnstad ledde till flera besöks av européer, som uttryckte beundran inför stadens storslagenhet. Den burmesiska huvudstaden flyttades till Ava 1634. 1740 revolterade monfolket och återfick under en kort period sin självständighet men den burmesiska kungen Alaungpaya (eller U Aungzeya) erövrade och helt förstörda staden (och därmed också monstatens oberoende) 1757.
Bago byggdes åter upp av kung Bodawpaya (1782–1819), men floden hade då ett annat flöde och staden var avskuren från havet och återfick aldrig sin forna betydelse. Efter andra anglo-burmesiska kriget annekterade britterna Bago 1852. 1862 bildades provinsen Brittiska Burma och huvudstaden flyttades till Rangoon. Namnet Bago stavas peh kou. De betydande skillnaderna mellan talspråk och skrift var en anledning för den brittiska felstavningen "Pegu".
1911 var Hanthawaddy ett distrikt i Peguregionen i Nedre Burma. Idag är Hanthawaddy ett administrativt område (yatkwet) i staden Bago, med namnet Han Thar Wa Di.
Kungar av Pegu:
- Smim Htaw Buddhaketi (1740–1747)
- Binnya Dala (1747–1757)